# Rivière Hibou
La rivière Hibou est un affluent de la rivière des Hurons, coulant au cœur de la municipalité des cantons-unis de Stoneham-et-Tewkesbury, dans la municipalité régionale de comté (MRC) de La Jacques-Cartier, dans la région administrative de la Capitale-Nationale, dans la province de Québec, au Canada.
Située au nord de la ville de Québec, la vallée de la rivière Hibou est surtout desservie par le chemin de la Grande-Ligne, le chemin du Hibou et quelques rues urbaines.
La surface de la rivière Hibou (sauf les zones de rapides) est généralement gelée de début décembre à fin mars ; toutefois la circulation sécuritaire sur la glace se fait généralement de fin décembre à début mars. Le niveau de l'eau de la rivière varie selon les saisons et les précipitations ; la crue printanière survient en mars ou avril.

## Géographie
La rivière Hibou prend sa source à l'embouchure du lac Drouin qui est enclavée entre les montagnes dans la partie nord de la municipalité de Stoneham-et-Tewkesbury dans les Laurentides. Cette source enclavée est située à :
- 1,4 km au sud-ouest d'une courbe de la route 175 (autoroute Laurentienne) ;
- 4,6 km au sud-ouest du centre du village de Saint-Adolphe ;
- 8,8 km au nord-ouest de la confluence de la rivière Hibou et de la rivière des Hurons.

À partir du lac Drouin, la rivière Hibou coule sur 10,9 km, avec une dénivellation de 344 m, selon les segments suivants :
- 7,7 km vers le sud en traversant en début de segment un petit lac non identifié, en coupant cinq chemin dont le chemin Blanc et le chemin du Hameau, en formant un crochet vers l'ouest pour recueillir un ruisseau (venant de l'ouest), jusqu'au pont du chemin Raymond-Lortie situé du côté ouest du Mont Hibou (sommet à 380 km) ;
- 2,6 km vers le sud en serpentant par endroit et en formant une courbe vers l'est, et en passant du côté est du village de Stoneham, jusqu'à la Route de Tewkesbury ;
- 0,6 km vers le sud-est en coupant le chemin de la Grande-Ligne, jusqu'à sa confluence avec la rivière des Hurons[2].

À partir de cette confluence, le courant provenant de la rivière Hibou coule sur 6,8 km vers le sud en suivant le cours de la rivière des Hurons, puis traverse le lac Saint-Charles sur 5,0 km vers le sud-est, puis descend sur 33,8 km généralement vers le sud-est et le nord-est, en suivant le cours de la rivière Saint-Charles laquelle se déverse sur la rive Est du fleuve Saint-Laurent.

## Toponymie
Les toponymes "rivière Hibou" et "Mont Hibou" sont liés.
Le toponyme rivière Hibou a été officialisé le 2 août 1974 à la Commission de toponymie du Québec.